# 2010-es Clásica de San Sebastián
A 2010-es Clásica San Sebastián kerékpárverseny a 29. volt 1981 óta. 2010. július 31-én rendezték meg. A verseny része a 2010-es UCI-világranglistának és a 2010-es UCI ProTournak is. Elsőként a spanyol Luis León Sánchez haladt át a célvonalon; második a kazak Alekszandr Vinokurov, míg harmadik a szintén spanyol Carlos Sastre lett.

## Csapatok
Mivel a Clásica de San Sebastián egy UCI ProTour verseny, az összes ProTour csapat automatikusan részt vett a versenyen. Szabadkártyát kapott még az Andalucía-Cajasur, a Cervélo TestTeam és a Xacobeo-Galicia.
ProTour csapatok:
 AG2R La Mondiale ·   Astana ·   Caisse d’Epargne ·   Euskaltel–Euskadi ·   Française des Jeux ·   Garmin–Transitions ·   Lampre–Farnese Vini ·   Liquigas–Doimo ·   Omega Pharma–Lotto ·   Quick Step ·   Rabobank ·   Team HTC–Columbia ·   Katyusa ·   Team RadioShack ·   Team Milram ·   Team Saxo Bank ·   Team Sky
Profi kontinentális csapatok:
 Andalucía-Cajasur ·   Cervélo TestTeam ·   Xacobeo-Galicia

## Végeredmény
|    | Versenyző                  | Csapat             | Idő                 |
| -- | -------------------------- | ------------------ | ------------------- |
| 1  | Luis León Sánchez (ESP)    | Caisse d'Epargne   | 5:47:13             |
| 2  | Alekszandr Vinokurov (KAZ) | Astana             | a.i.                |
| 3  | Carlos Sastre (ESP)        | Cervélo TestTeam   | a.i.                |
| 4  | Haimar Zubeldia (ESP)      | Team RadioShack    | 5:47:47 (+00:00:34) |
| 5  | Joaquim Rodríguez (ESP)    | Katyusa            | 5:47:50 (+00:00:37) |
| 6  | Ryder Hesjedal (CAN)       | Garmin–Transitions | a.i.                |
| 7  | Robert Gesink (NED)        | Rabobank           | a.i.                |
| 8  | Nicolas Roche (IRL)        | AG2R La Mondiale   | a.i.                |
| 9  | Samuel Sánchez (ESP)       | Euskaltel–Euskadi  | a.i.                |
| 10 | Richie Porte (AUS)         | Team Saxo Bank     | a.i.                |

## Fordítás
Ez a szócikk részben vagy egészben  a(z)   2010 Clásica de San Sebastián című angol Wikipédia-szócikk ezen változatának fordításán alapul.  Az eredeti cikk szerkesztőit annak laptörténete sorolja fel. Ez a jelzés csupán a megfogalmazás eredetét és a szerzői jogokat jelzi, nem szolgál a cikkben szereplő információk forrásmegjelöléseként.